# 2002年のNBAドラフト
2002年のNBAドラフトは、2002年度のNBAドラフト。2002年6月26日、アメリカ合衆国のニューヨークに所在するマディソン・スクエア・ガーデンで開催された。
この年のドラフトでは、姚明がアジア人として初めて全体1位で指名された。

## ドラフト指名

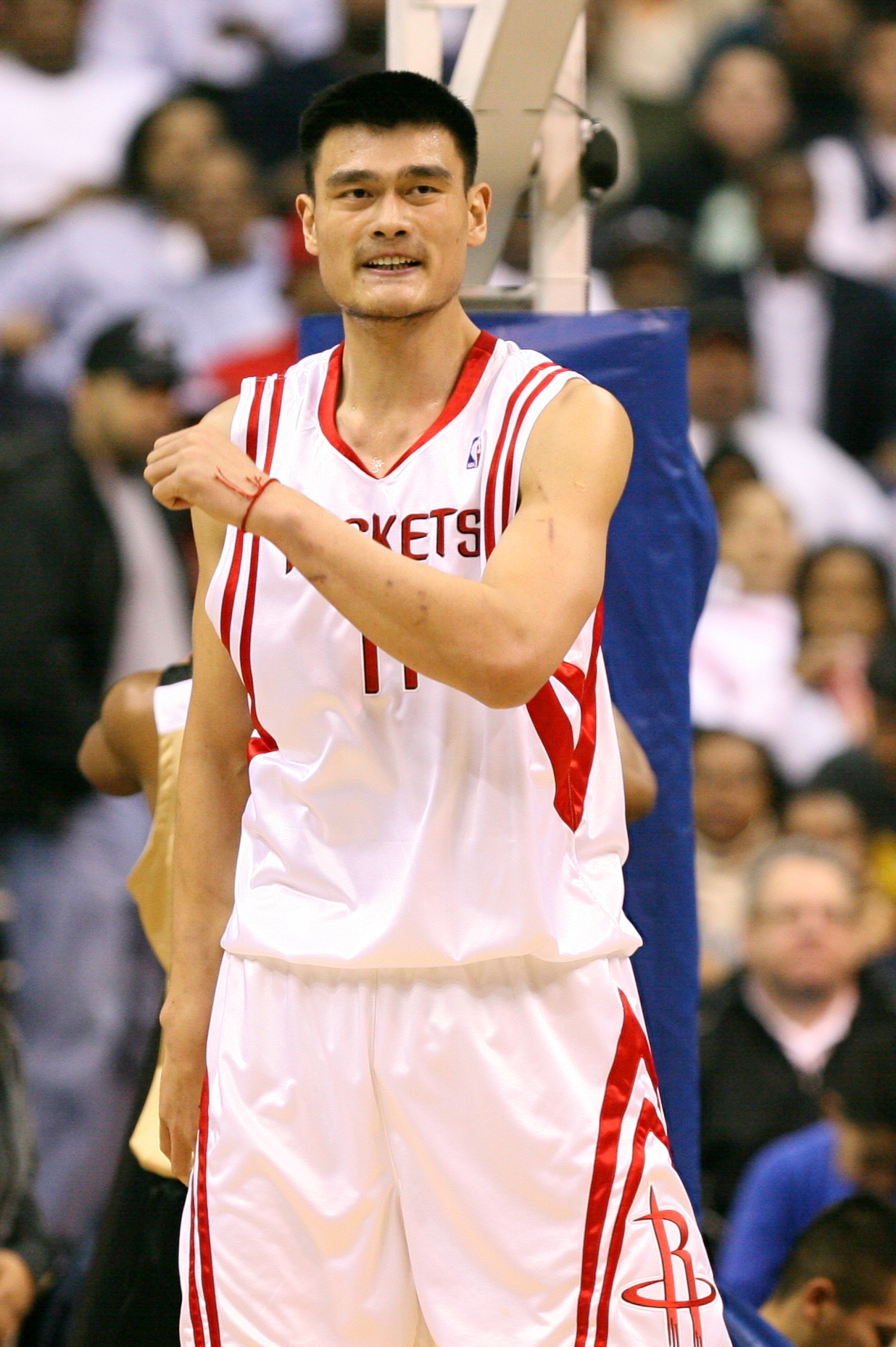
姚明は全体1位でヒューストン・ロケッツに指名された

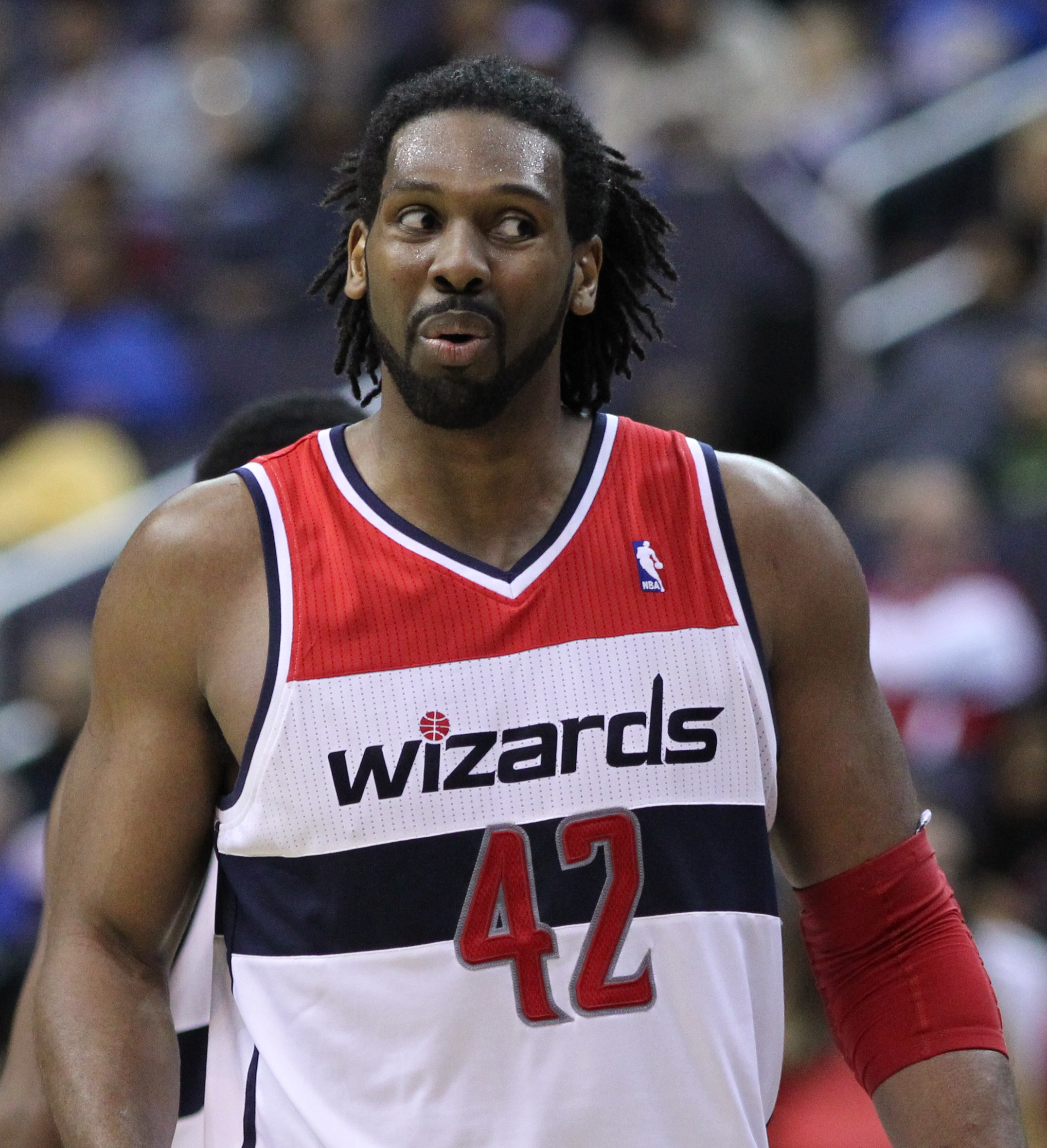
ネネイは全体7位でニューヨーク・ニックスに指名された（後にデンバーへトレード）

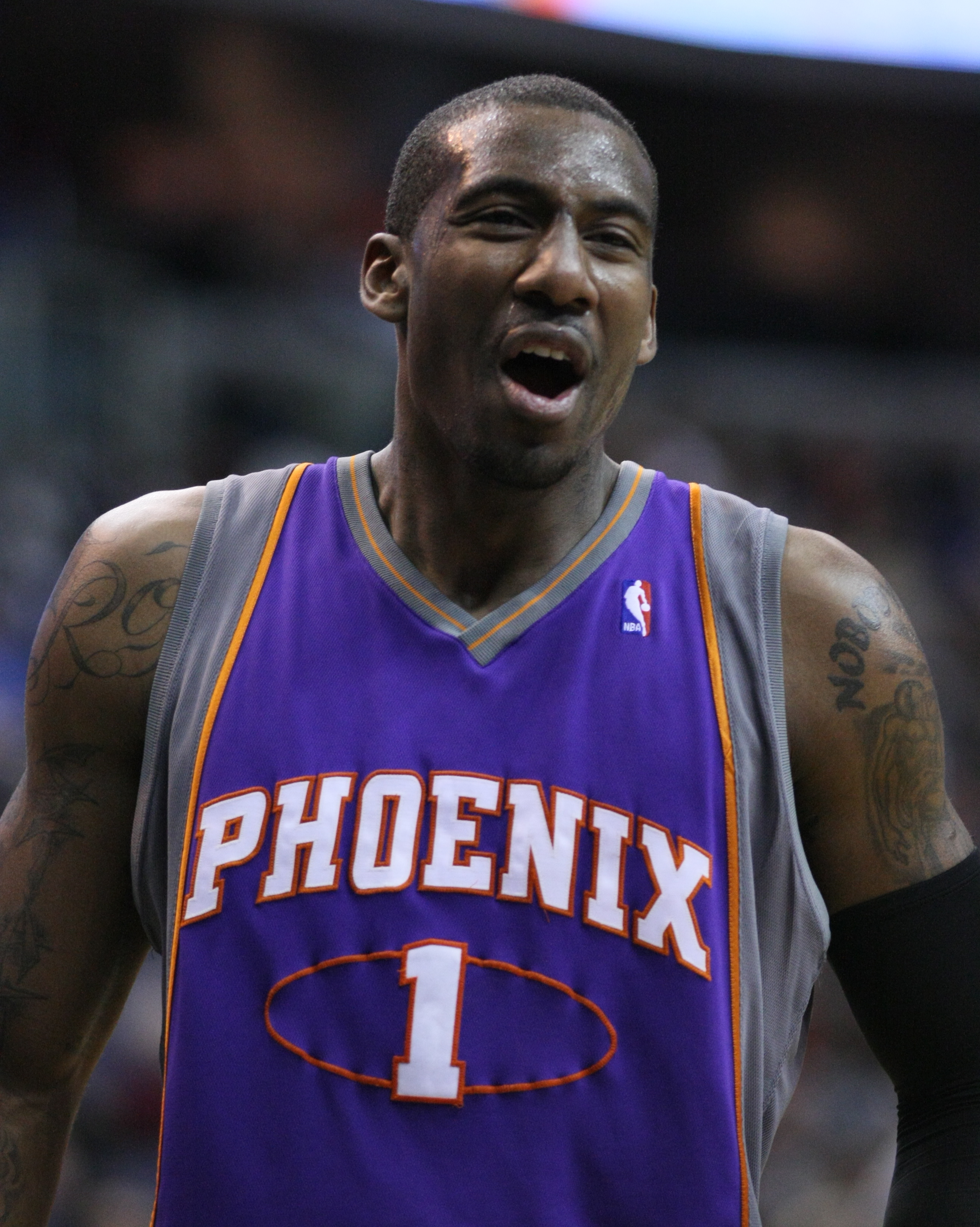
アマーレ・スタウダマイアーは全体9位でフェニックス・サンズに指名された

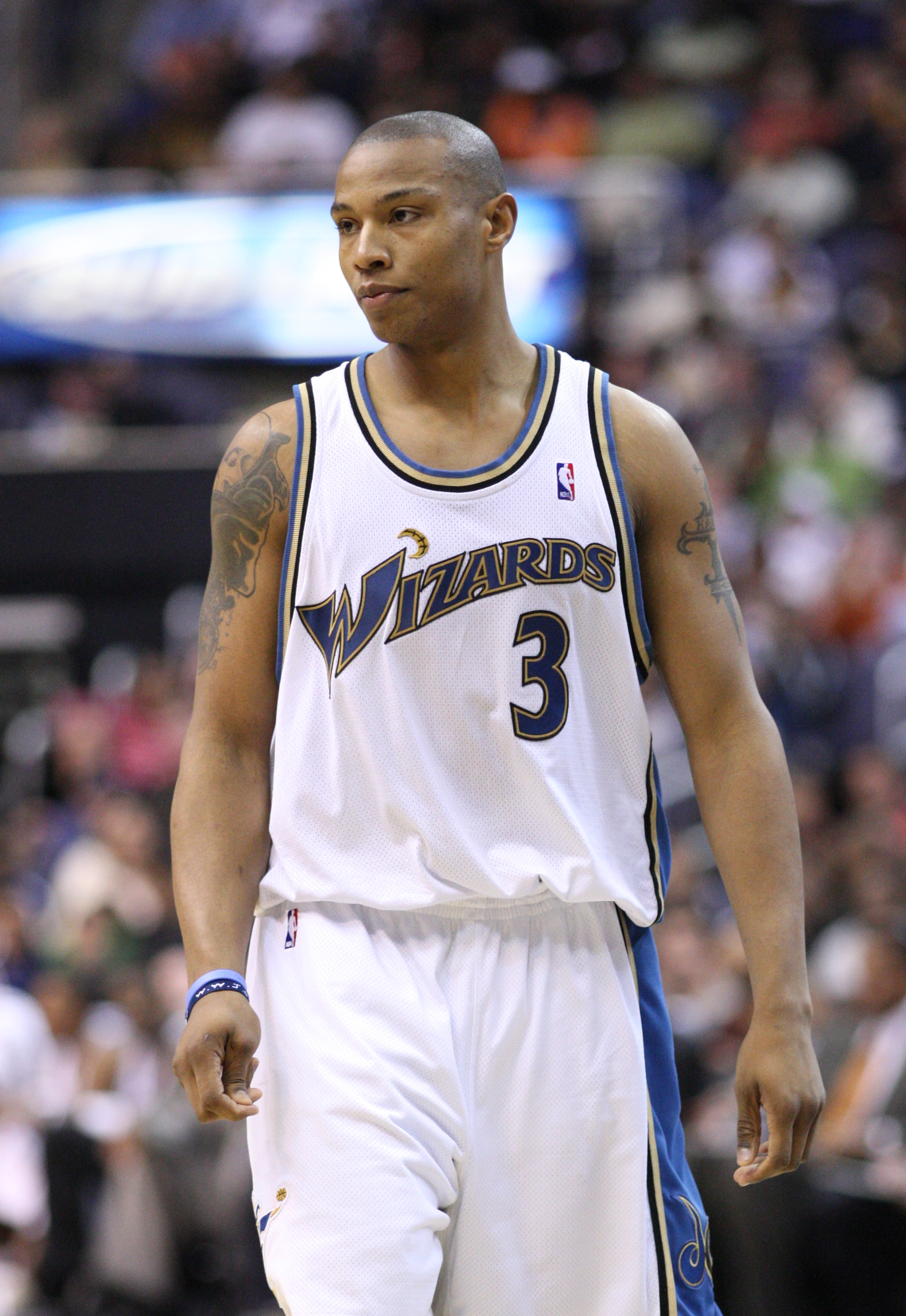
カロン・バトラーは全体10位でマイアミ・ヒートに指名された

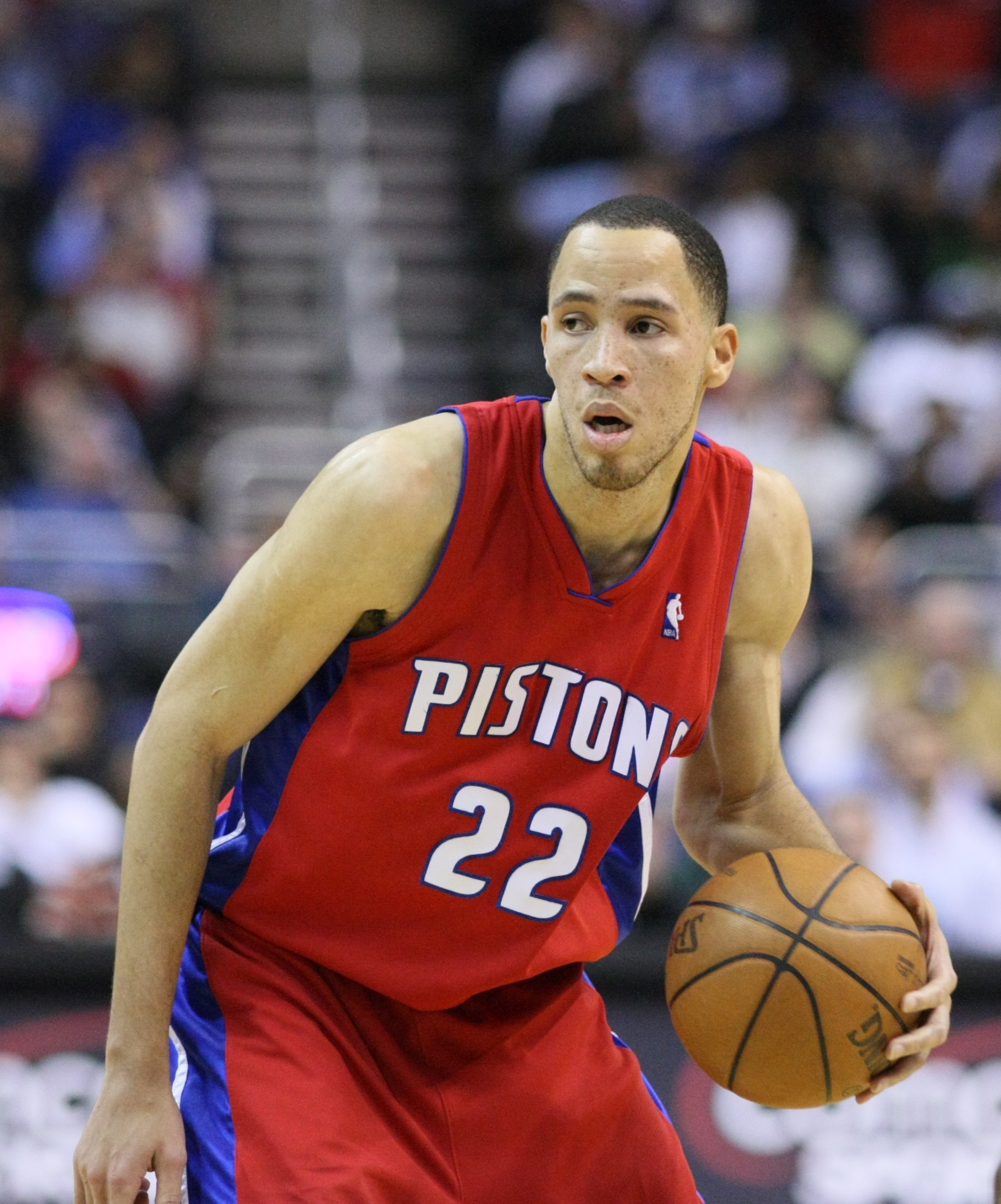
テイショーン・プリンスは全体23位でデトロイト・ピストンズに指名された

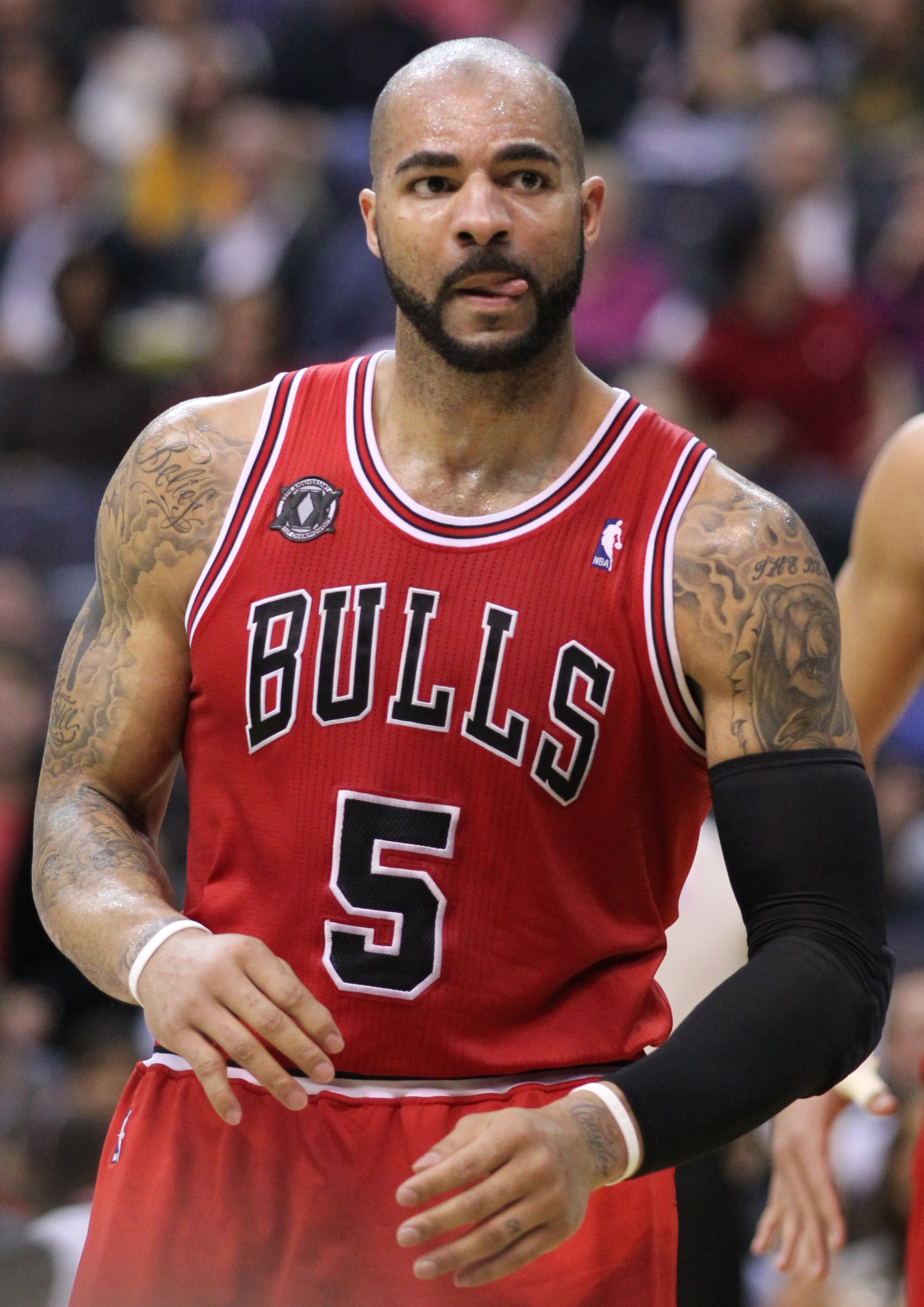
カルロス・ブーザーは全体35位でクリーブランド・キャバリアーズに指名された

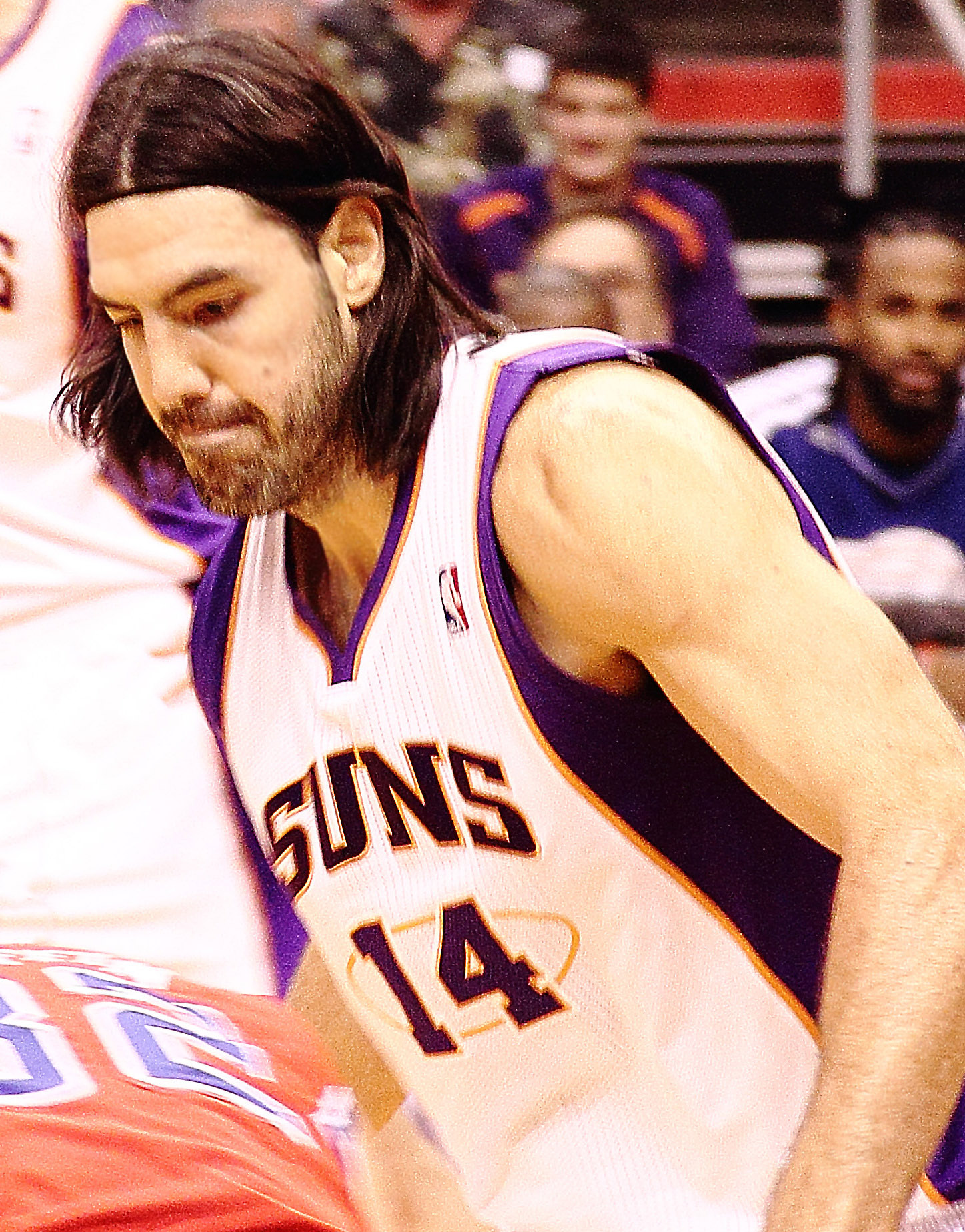
ルイス・スコラは全体56位でサンアントニオ・スパーズに指名された（後にヒューストンへトレード）

| PG | ポイントガード | SG | シューティングガード | SF | スモールフォワード | PF | パワーフォワード | C | センター |

| * | バスケットボール殿堂入り      |
| ^ | 現役プレーヤー                |
| S | NBAオールスター               |
| A | オールNBAチーム               |
| R | NBAオールルーキーチーム       |
| D | NBAオールディフェンシブチーム |
| C | NBAチャンピオン               |
| F | ファイナルMVP                 |
| # | NBAでのプレー経験なし         |
| M | シーズンMVP                   |

### 1巡目
| 指名順 | 選手名                              | 経歴    | 国籍                   | 指名チーム | 出身校など                                                             |
| ------ | ----------------------------------- | ------- | ---------------------- | --- | ---------------------------------------------------------------------- |
| 1      | 姚明 (C)                            | * S A R | 中華人民共和国         | ヒューストン・ロケッツ | 上海シャークス (中国プロバスケットボールリーグ)                        |
| 2      | ジェイ・ウィリアムス (PG)           |         | アメリカ合衆国         | シカゴ・ブルズ | デューク大学                                                           |
| 3      | マイク・ダンリービー・ジュニア (SF) |         | アメリカ合衆国         | ゴールデンステート・ウォリアーズ | デューク大学                                                           |
| 4      | ドリュー・グッデン (F)              | R       | アメリカ合衆国         | メンフィス・グリズリーズ | カンザス大学                                                           |
| 5      | ニコロス・ツキティシュビリ (F/C)    |         | ジョージア             | デンバー・ナゲッツ | ベネトン・トレヴィーゾ (イタリア)                                      |
| 6      | デュワン・ワグナー (SG)             |         | アメリカ合衆国         | クリーブランド・キャバリアーズ | メンフィス大学                                                         |
| 7      | ネネイ (PF)                         | R       | ブラジル               | ニューヨーク・ニックス （マーカス・キャンビー、マーク・ジャクソンと共にナゲッツのアントニオ・マクダイス、全体25番目指名権と2003年のドラフト2巡目指名権とトレード） | バスコ・ダ・ガマ (ブラジル)                                            |
| 8      | クリス・ウィルコックス (F/C)        |         | アメリカ合衆国         | ロサンゼルス・クリッパーズ (元はホークスの指名権) | メリーランド大学                                                       |
| 9      | アマーレ・スタウダマイアー (F/C)    | S A R   | アメリカ合衆国         | フェニックス・サンズ | サイプレス・クリーク高校 (フロリダ州オーランド)                        |
| 10     | カロン・バトラー (SF)               | S A C   | アメリカ合衆国         | マイアミ・ヒート | コネチカット大学                                                       |
| 11     | ジャレッド・ジェフリーズ (F)        |         | アメリカ合衆国         | ワシントン・ウィザーズ | インディアナ大学                                                       |
| 12     | メルヴィン・イーライ (PF)           | C       | アメリカ合衆国         | ロサンゼルス・クリッパーズ | カリフォルニア州立大学フレズノ校                                       |
| 13     | マーカス・ヘイスリップ (PF)         |         | アメリカ合衆国         | ミルウォーキー・バックス | テネシー大学                                                           |
| 14     | フレッド・ジョーンズ (SG)           |         | アメリカ合衆国         | インディアナ・ペイサーズ | オレゴン大学                                                           |
| 15     | ボスジャン・ナックバー (SF)         |         | スロベニア             | ヒューストン・ロケッツ (元はラプターズの指名権) | ベネトン・トレビソ (イタリア)                                          |
| 16     | イジー・ウェルシュ (G/S)            |         | チェコ                 | フィラデルフィア・76ers (ゴールデンステート・ウォリアーズにトレード)                                                                                               | オリンピア・リュブリャナ (スロベニア and アドリア海リーグ)             |
| 17     | ファン・ディクソン (G)              |         | アメリカ合衆国         | ワシントン・ウィザーズ (元はニューオーリンズ・ホーネッツの指名権)                                                                                                  | メリーランド大学                                                       |
| 18     | カーティス・ボーチャード (C)        |         | アメリカ合衆国         | オーランド・マジック (ジャズにトレード) | スタンフォード大学                                                     |
| 19     | ライアン・ハンフリーズ (PF)         |         | アメリカ合衆国         | ユタ・ジャズ (マジックにトレード) | ノートルダム大学                                                       |
| 20     | カリーム・ラッシュ (SG)             |         | アメリカ合衆国         | トロント・ラプターズ (ソニックスからニックスを経由して) (レイカーズにトレード)                                                                                     | ミズーリ大学                                                           |
| 21     | クィンテル・ウッズ (SF)             |         | アメリカ合衆国         | ポートランド・トレイルブレイザーズ | NE Mississippi CC                                                      |
| 22     | ケイシー・ジェイコブセン (SG)       |         | アメリカ合衆国         | フェニックス・サンズ (元はセルティックスの指名権) | スタンフォード大学                                                     |
| 23     | テイショーン・プリンス (SF)         | D C     | アメリカ合衆国         | デトロイト・ピストンズ | ケンタッキー大学                                                       |
| 24     | ネナド・クリスティッチ (F/C)        | R       | セルビア・モンテネグロ | ニュージャージー・ネッツ | パルチザン・ベオグラード (セルビア・モンテネグロ and アドリア海リーグ) |
| 25     | フランク・ウィリアムズ (PG)         | #       | アメリカ合衆国         | デンバー・ナゲッツ (ニックスにトレード。元はマーベリックスの指名権)                                                                                                | イリノイ大学                                                           |
| 26     | ジョン・サーモンズ (G/F)            |         | アメリカ合衆国         | サンアントニオ・スパーズ (シクサーズにトレード) | マイアミ大学 (フロリダ州)                                              |
| 27     | クリス・ジェフリーズ (SF)           |         | アメリカ合衆国         | ロサンゼルス・レイカーズ (ラプターズにトレード) | カリフォルニア州立大学フレズノ校                                       |
| 28     | ダン・ディッカウ (PG)               |         | アメリカ合衆国         | サクラメント・キングス (ホークスにトレード) | ゴンザガ大学                                                           |

- 注 ミネソタ・ティンバーウルブズはジョー・スミスとの契約に関し、リーグからペナルティとしてドラフト1巡目指名権を剥奪されている。

### 2巡目
| 指名順 | 選手名                          | 経歴  | 国籍                   | 指名チーム                                                                | 出身校など                                                 |
| ------ | ------------------------------- | ----- | ---------------------- | ------------------------------------------------------------------------- | ---------------------------------------------------------- |
| 30     | スティーブ・ローガン (PG)       | #     | アメリカ合衆国         | ゴールデンステート・ウォリアーズ                                          | シンシナティ大学                                           |
| 31     | ロジャー・メイソン (SG)         |       | アメリカ合衆国         | シカゴ・ブルズ                                                            | バージニア大学                                             |
| 32     | ロバート・アーチボルド (PF)     |       | スコットランド         | メンフィス・グリズリーズ                                                  | イリノイ大学                                               |
| 33     | ヴィンセント・ヤーブロー (SF)   |       | アメリカ合衆国         | デンバー・ナゲッツ                                                        | テネシー大学                                               |
| 34     | ダン・ガズリッチ (C)            |       | オランダ               | ミルウォーキー・バックス (元はロケッツの指名権)                           | UCLA                                                       |
| 35     | カルロス・ブーザー (PF)         | S A R | アメリカ合衆国         | クリーブランド・キャバリアーズ                                            | デューク大学                                               |
| 36     | ミロス・ブヤニッチ (PG)         | #     | セルビア・モンテネグロ | ニューヨーク・ニックス                                                    | KKパルチザン (セルビア・モンテネグロ and アドリア海リーグ) |
| 37     | デビッド・アンダーセン (C)      |       | オーストラリア         | アトランタ・ホークス                                                      | ヴィルトゥス・ボローニャ (イタリア)                        |
| 38     | ティト・マドックス (PG)         | #     | アメリカ合衆国         | ヒューストン・ロケッツ                                                    | カリフォルニア州立大学フレズノ校                           |
| 39     | ロッド・グリザード (SG)         | #     | アメリカ合衆国         | ワシントン・ウィザーズ (サンズからナゲッツを経由して)                     | アラバマ大学                                               |
| 40     | フアン・カルロス・ナバーロ (PG) | R     | スペイン               | ワシントン・ウィザーズ (グリズリーズにトレード)                           | FCバルセロナ (スペインリーグ)                              |
| 41     | マリオ・カスン (C)              |       | クロアチア             | ロサンゼルス・クリッパーズ                                                | オペル・スカイライナーズ (ドイツ)                          |
| 42     | ロナルド・マレー (SG)           |       | アメリカ合衆国         | ミルウォーキー・バックス                                                  | ショー大学                                                 |
| 43     | ジェイソン・ジェニングス (C)    | #     | アメリカ合衆国         | ポートランド・トレイルブレイザーズ (fラプターズからブルズを経由して)      | アーカンソー州立大学                                       |
| 44     | ロニー・バクスター (PF)         | #     | アメリカ合衆国         | シカゴ・ブルズ (元はペイサーズの指名権)                                   | メリーランド大学                                           |
| 45     | サム・クランシー (PF)           |       | アメリカ合衆国         | フィラデルフィア・セブンティシクサーズ                                    | USC                                                        |
| 46     | マット・バーンズ (SF)           | C     | アメリカ合衆国         | メンフィス・グリズリーズ (元はマジックの指名権)                           | UCLA                                                       |
| 47     | ジャマール・サンプソン (C)      | #     | アメリカ合衆国         | ユタ・ジャズ (マジックにトレード)                                         | カリフォルニア大学                                         |
| 48     | クリス・オーウェンス (PF)       |       | アメリカ合衆国         | ミルウォーキー・バックス (グリズリーズにトレード。元はホーネッツの指名権) | テキサス大学                                               |
| 49     | ペーター・フェーセ (PF)         | #     | ドイツ                 | シアトル・スーパーソニックス                                              | SV Halle (ドイツ)                                          |
| 50     | ダリュス・ソンガイラ (PF)       |       | リトアニア             | ボストン・セルティックス                                                  | ウェイクフォレスト大学                                     |
| 51     | フェデリコ・カメリッチ (SF)     | #     | アルゼンチン           | ポートランド・トレイルブレイザーズ                                        | CD Ourense (スペインリーグ)                                |
| 52     | マーカス・テイラー (PG)         | #     | アメリカ合衆国         | ミネソタ・ティンバーウルブズ                                              | ミシガン州立大学                                           |
| 53     | ラスール・バトラー (SF)         |       | アメリカ合衆国         | マイアミ・ヒート                                                          | ラ・サール大学                                             |
| 54     | タマー・スレイ (SG)             | #     | アメリカ合衆国         | ニュージャージー・ネッツ                                                  | マーシャル大学                                             |
| 55     | ムラデン・セクララッチ (SG)     | #     | セルビア・モンテネグロ | ダラス・マーベリックス                                                    | FMP Zeleznik (セルビア・モンテネグロ)                      |
| 56     | ルイス・スコラ (PF)             | R     | アルゼンチン           | サンアントニオ・スパーズ (元はレイカーズの指名権) (ロケッツにトレード)    | サスキ・バスコニア (スペインリーグ)                        |
| 57     | ランディー・ホーカム (PF)       | #     | アメリカ合衆国         | サンアントニオ・スパーズ (シクサーズにトレード)                           | サンディエゴ州立大学                                       |
| 58     | コーズリー・エドワーズ (PF)     | #     | アメリカ合衆国         | サクラメント・キングス                                                    | セントラルコネチカット州立大学                             |

## ドラフト外入団の主な選手
- 田臥勇太(PG)
- J・R・ブレマー (PG), セント・ボナベンチャー大学
- デビン・ブラウン (SG), テキサス大学サンアントニオ校
- レジー・エバンス (PF), アイオワ大学
- ジュニア・ハリントン (PG), ウィンゲイト大学
- ユドニス・ハスレム (PF), フロリダ大学
- リントン・ジョンソン (PF), テュレーン大学
- D・J・ベンガ (C), ベルギー
- キース・マクロード (PG), ボーリング・グリーン州立
- ジェネーロ・パーゴ (PG), アーカンソー大学
- スマッシュ・パーカー (PG), フォーダム大学